# Маслов Анатолій Олександрович (фізик)
Маслов Анатолій Олександрович (7 серпня 1946 ) — російський фізик, спеціаліст із гідродинаміки. Лауреат премії ім. М. Є. Жуковського та премії ім. Б. М. Петрова. Займається проблемами ламінарно-турбулентного переходу, що мають важливе значення для зменшення опору літальних апаратів. Доктор фізико-математичних наук, професор Новосибірського державного технічного університету. У 2022 році був заарештований за державну зраду та звинувачений у передачі секретних даних по своїх розробках Китаю.

## Біографія
У 1973 році захистив кандидатську дисертацію «Стійкість стиснюваного прикордонного шару над охолоджуваною поверхнею».
У 1988 році захистив докторську дисертацію за темою «Виникнення турбулентності в надзвукових прикордонних шарах». У тому ж році молодий доктор наук очолив лабораторію фізичних проблем управління газодинамічними течіями Інституту теоретичної та прикладної механіки імені С. О. Християновича СО РАН, де зумів застосувати свій досвід експериментальної роботи на великих аеродинамічних установках і чисельного моделювання задач надзвукової аеродинаміки. Із 2018 року лабораторію очолює учень Маслова, Андрій Сидоренко.
Був професором кафедри аерогідродинаміки Новосибірського державного технічного університету, де викладав дисципліни «Динаміка в'язких рідин, газу та струменів», «Динаміка в'язкого газу та турбулентність», «Закручені потоки», «Струменеві та відривні течії».
28 червня 2022 року заарештований за звинуваченням у державній зраді і прямо із залу суду спеціальним рейсом відправлений до Москви в тюрму Лефортово. Вченого звинуватили в передачі секретних даних за своїми розробками Китаю. За словами Василя Фоміна, колеги Маслова по інституту, Маслова і його колег примушували до роботи із зарубіжними організаціями за завданням російського уряду, «а тепер вчені, виходить, стали винні». Маслов, за словами Фоміна, крім Китаю працював із Німеччиною та з американським «Боїнгом».
3 липня в новосибірському Академмістечку біля пам'ятника академіку Валентину Коптюгу виник стихійний меморіал на честь Анатолія Маслова та іншого Новосибірського вченого, Дмитра Колкера, також заарештованого за звинуваченням у держзраді (померлого під арештом). До вечора квіти й табличка зникли, а біля пам'ятника з'явився наряд поліції. Наступного дня, 4 липня, акція була повторена біля пам'ятника Михайлу Лаврентьєву — знову з фотографіями Маслова й Колкера і з вимогами звільнення Маслова. Новий стихійний меморіал також був швидко ліквідований співробітниками поліції. У серпні 2022 року за звинуваченням у держзраді був заарештований і Олександр Шиплюк — директор інституту, в якому працює Маслов.

## Нагороди
- Орден Дружби (2007)[2]
- Премія першого ступеня імені професора М. Є. Жуковського (1996)[2]
- Почесна грамота Президії Верховної Ради РРФСР (1991)[2]
- Лист подяки голови Уряду Російської Федерації (2012)[2]
- Премія першого ступеня імені академіка Б. М. Петрова (2012)[2]

## Публікації
- Maslov A.A., Mironov S.G., Poplavskaya T.V., Kirilovskiy S.V. Supersonic flow around a cylinder with a permeable high-porosity insert: experiment and numerical simulation // J. Fluid Mech. 2019. Vol. 867. P. 611—632
- Fedorov A.V., Soudakov V., Egorov I., Sidorenko A.A., Gromyko Y.V., Bountin D.A., Polivanov P.A., Maslov A.A. High-speed boundary-layer stability on a cone with localized wall heating or cooling // AIAA Journal. 2015. Vol. 53, No. 9. P. 2512—2524
- Aniskin V.M., Mironov S.G., Maslov A.A., Tsyryulnikov I.S. Supersonic axisymmetric microjets: structure and laminar-turbulent transition // Microfluidics and Nanofluidics. 2015. Vol. 19, No. 3. P. 621—634
- Sidorenko A.A., Budovskiy A.D., Maslov A.A., Postnikov B.V., Zanin B.Y. Zverkov I.D., Kozlov V.V. Plasma control of vortex flow on a delta wing at high angles of attack // Exp Fluids. 2013. Т. 54, № 8. С. 1-12
- Bountin D., Chimitov T., Maslov A., Novikov A., Egorov I., Fedorov A., Utyuzhnikov S. Stabilization of a hypersonic boundary layer using a wavy surface // AIAA Journal. 2013. Vol. 51. P. 1203—1210
- Maslov A.A., Kudryavtsev A.N., Mironov S.G., Poplavskaya T.V., Tsyryulnikov I.S. Wave processes in a viscous shock layer and control of fluctuations // J. Fluid Mech. 2010. Vol. 650. P. 81-118